# Yao (prénom)
Yao est un prénom akan (groupe de peuples du Ghana (Yaw chez les anglophones), de Côte d'Ivoire et du Togo), devenu aussi nom de famille. Il s'applique à un garçon né le jeudi (le vendredi chez les Baoulé). Le prénom correspondant pour les filles est Aya ou Yaa au Ghana ou Ayawa au Togo.
- Pour l'ensemble des articles sur les personnes portant ce prénom, consulter :
  - la liste des articles dont le titre commence par ce prénom
  - les listes produites par Wikidata : Liste des personnes de prénom « Yao » — même liste en incluant les éventuels prénoms composés qui contiennent « Yao ».